# Lichen scléroatrophique
 Mise en garde médicale
Le lichen scléroatrophique (LSA) ou lichen scléreux, également dénommé balanite scléreuse oblitérante lorsqu'il affecte le pénis, est une maladie chronique de la peau et des muqueuses touchant principalement les zones génitales de l'homme et de la femme, et - rarement- la cavité orale. Il peut apparaître à tout âge mais surtout après la ménopause, et n'est pas contagieux.
À ce jour, la cause de cette maladie n'est pas connue.

## Symptômes
Chez la femme, il se traduit par un prurit vulvaire (démangeaisons surtout nocturnes) ; la peau devient blanchâtre, nacrée, se fragilise et s'atrophie avec le temps (ex. : effacement des lèvres, disparition du clitoris, etc.). Le lichen peut être localisé ou s'étendre aux régions périnéale et périanale. Les rapports sexuels en deviennent altérés à cause des douleurs pendant et après l'acte (fissuration de la peau, saignements).

## Traitement
Un lichen non ou mal soigné peut, dans certains cas, évoluer en cancer.
Le lichen peut être traité mais avec un traitement de longue durée, 1 an ou plus suivant les cas.

## Facteur de risque
Chez l'homme, il augmente le risque de développer un cancer du pénis.